# Juan Gimeno
Pour les articles homonymes, voir Gimeno.
Gimeno  Guillamón est un nom espagnol. Le premier nom de famille, en général paternel, est Gimeno ; le second, en général maternel, souvent omis, est Guillamón.
Juan Gimeno Guillamón (né le 20 mai 1913 à Barcelone et mort le 5 mai 1998 dans sa ville natale) est un coureur cycliste espagnol.

## Biographie
Il réalise sa meilleure année en 1945, en remportant le championnat d'Espagne et une étape du Tour d'Espagne, qu'il termine à la troisième place.

## Palmarès
- 1935
  - 3e de Jaca-Barcelone
- 1936
  - 3e du Tour de Catalogne
- 1939
  - 13e étape du Tour du Maroc
- 1940
  - Tour de Majorque
  - 4e étape du Tour de Cantabrie
  - 7e étape du Circuito del Norte
  - 2e du Trofeo Masferrer
- 1941
  - 5ea étape du Circuito del Norte
- 1942
  - Gran Premio Vittoria :
    - Classement général
    - 2e, 4e et 5e étapes

  - 1re étape du Tour de Catalogne (contre-la-montre par équipes)
  - 3e de Madrid-Valence
  - 4e du Tour d'Espagne
- 1943
  - 3e étape du Gran Premio Vittoria
- 1944
  - 3e de Madrid-Valence
- 1945
  -  Champion d'Espagne sur route
  - 4ea étape du Tour d'Espagne (contre-la-montre)
  - 2e du Tour de Catalogne
  - 3e du Tour d'Espagne
- 1947
  - 3e du Tour du Levant
- 1948
  - 3e du Tour du Levant

## Résultats sur les grands tours

### Tour de France
1 participation
- 1937 : abandon (9e étape)

### Tour d'Espagne
7 participations
- 1935 : 13e
- 1941 : non-partant (12e étape[1])
- 1942 : 4e
- 1945 : 3e, vainqueur de la 4ea étape (contre-la-montre)
- 1946 : abandon (18e étape[2])
- 1947 : abandon sur chute (1re étape[3])
- 1948 : 13e